# Pleurostelma
Pleurostelma es un género de fanerógamas de la familia Apocynaceae. Contiene cuatro especies. Es originario de África y Arabia.
Está estrechamente relacionado con los géneros Diplostigma K.Schum., Goydera Liede y Blyttia Arn..

## Descripción
Son enredaderas herbáceas o sufrútices que alcanzan los 80 cm de alto; con látex escaso e incoloro, rizomas presentes. Los brotes basales con corteza en los tallos viejos. Las hojas son carnosas, de 1-5 cm de largo, 0.3-2 cm de ancho, elípticas a obovadas o ovales, el ápice obtuso o mucronado.
Las inflorescencias son extra- axilares, solitarias, con 1-5-flores, simples, subsésiles a pedunculadas; casi tan largas como los pedicelos, brácteas florales lineales o lanceoladas, abaxialmente glabras o con tricomas o ciliadas.

## Distribución y hábitat
Se distribuye desde Etiopía a Mozambique, Aldabra, Madagascar donde se encuentra en los bosques costeros y en los márgenes de los bosques sobre la arena; desde el nivel del mar hasta los 300 metros (P. cernuum (Decne.) Bullock);  o laderas de las colinas de arenisca y zonas rocosas a 600-1,300 m  y (P. schimperi (Vatke) Liede),  limitada a los suelos calcáreos.

## Taxonomía
El género fue descrito por Henri Ernest Baillon y publicado en Histoire des Plantes 10: 266. 1890.

## Especies
| - Pleurostelma africanum Schltr. - Pleurostelma cernuum (Decne.) Bullock - Pleurostelma grevei Baill. - Pleurostelma schimperi (Vatke) Liede |